# Adolf Schepp
Adolf Schepp (1837 — 9 de março de 1905) foi um matemático alemão. Traduziu diversas obras do inglês e italiano para a língua alemã.